# Bands United
Bands United war ein Musikfestival, das von 1992 bis 1995 jeweils am 30. April im Berliner Tempodrom stattfand.
Unter dem Motto Tanz in den Mai, 25 Bands in 5 Stunden, spielten bekannte und unbekannte Musiker unterschiedlichster Genres von Hardrock, über Jazz, Weltmusik und Chanson bis Hip-Hop und Avantgarde jeweils 10-minütige Kurzkonzerte zugunsten des Berliner Band Syndikats, einer Interessenvertretung Berliner Musiker.
Produziert und organisiert wurde Bands United vom Berliner Band Syndikat und Piranha Records.

## Auftretende Künstler

### 1992
Nina Hagen, Malaria!, The Inchtabokatables, King Køng, Depp Jones, Michele Baresi, Die Testers, The Butlers, Undergroove, Living Spirits, Rasca Cocous, Twang Dudes, Bobo in White Wooden Houses, Jacky and his Strangers, Tumbling Hearts, Barbara Gosza, Hullies, 18th Dye, The Strangemen, Tausend Tonnen Obst, The Waltons, The Lunatics, Stander By, Stone, Cold & Crazy, Leeman, Quartered Shadows, Bad Fun, Die Vision.

### 1993
Plan B, Blechreiz, Lassie Singers, Space Hobos, Apparatschik, Les Safaris, Association Urbanetique, Orchestra Obscur, Six of a Perfect Pair, Mr Ed Jumps The Gun, Back To Fight, Los Roccas, Prussia, Sidewalk Poets, Loup Garou, Häwi Mädels, Hullies, Die Wahnfrieds, Depressive Age, Hysenkeit, The Waltons, Oatley Tap, Abdourahmane Diop & Griot Music Company, The Fate, Lemonbabies.

### 1994
Aces, Annette Berr, Candydates, Chor Chorea, D. Didgeridude Orlanski, Paul Bonin & Cake (feat. Anzhelika Korsinska), Flat Earth, Fuck You Crew, Nikko & The Passionfruit, Boiled Frog P., XID, Makwerhu, Tausend Tonnen Obst, Hard Travellin', Barflies, Frillneck, Karsten Troyke, Dirk Zöllner, The Out, Hilde Kappes, D-Base 5, Graaf, Even Cowgirls Get the Blues, Mother’s Pride, Skasdrowie, Peacock Palace, Rausch, Meret Becker, Voices of Neucoelln.

### 1995
Andi & die Anitas, Atari, B Double MC, Bindemittel, Bluespower, Butlers, Bürger Lars Dietrich, BVG & Die Schwarzfahrer, Caval, Corvus Corax, Crunchmutas, Disaster Area, Die Ex-Perten, Fleischmann, Golden Showers by Mail, Jazz Indeed, Madonna Hiphop Massaker, Mayor Yang, Schön Blond, Splitting Image, Stromsperre, The Tide, TTC.

## Veröffentlichungen

### 1992 - Bands United (Sampler) CD
Der Bands United Sampler wurde vom Berliner Band Syndikat finanziert und u. a. auf Musikmessen wie der SXSW in Austin (Texas), New Music Seminar in New York City, der Popkomm in Köln und den Berlin Independant Days in Berlin kostenlos verteilt.
1. Streets - Undergroove
2. Amsterdam - Big Savod & The Deep Manko
3. Pine Island Resort - Loup Garou
4. Twist My Heart - Tausend Tonnen Obst
5. The Only One - The Benjamins
6. I don't like it - King Køng
7. Der finale Rettungsbiss - Die Wahnfrieds
8. Life goes on / Give It Up - Luchten
9. Safer Sex - Tausend Tonnen Obst
10. Dangerous Nights - Blechreiz
11. Down Town Park - The Candy Dates
12. Exzess - Michele Baresi
13. Si Te Dicen Que Cai - Los Roccas
14. Run To The Water - Kiss Me Black
15. I like It Like That - D-Base 5
16. Down On My Knees - The Hawks
17. Thrilling Sex - Lunatics
18. Cancer On Fire - Prussia
19. The Schneewalzer - The Fate
20. Die Verhunzung - Sick Dick

### 1994 - Bands United 94 (Live im Tempodrom) CD
Die Aufnahmen für Bands United (Live im Tempodrom) wurden von der FNAC in Berlin finanziert und im Interzone Studio von Roman Schmitt gemischt. Alle Exemplare wurden zugunsten des Neubaus des Tempodroms verkauft.
1. Pharaoh Go Boom - Daniel Orlansky
2. Summer In The Rain - Paul Bonin & Cake feat. Anzhelika Korsinska
3. Ska-A-Go-Go - Fuck You Crew
4. Bloody Nose - Nikko & The Passionfruit
5. Bands United Jam - Boiled Frog P.
6. Change - XID
7. Zulu Beat - Makwerhu
8. Shot - Tausend Tonnen Obst
9. Me, Myself & I - Barflies
10. Frillneck - Frillneck
11. Dana Dana - Karsten Troyke
12. Aufruf Zur Karnewahl, Bands United Mix - Dirk Zöllner & The Out
13. Sticky Picky III - Hilde Kappes
14. Power To Rise - D-Base 5
15. Crying In The Night - Graaf
16. Cooking Song - Even Cowgirls Get The Blues
17. Mr Walker - Mother’s Pride
18. Ivan (A Message To You Rudy) - Skasdrowje
19. Man In The Moon - Peacock Palace